# Torsten Husén

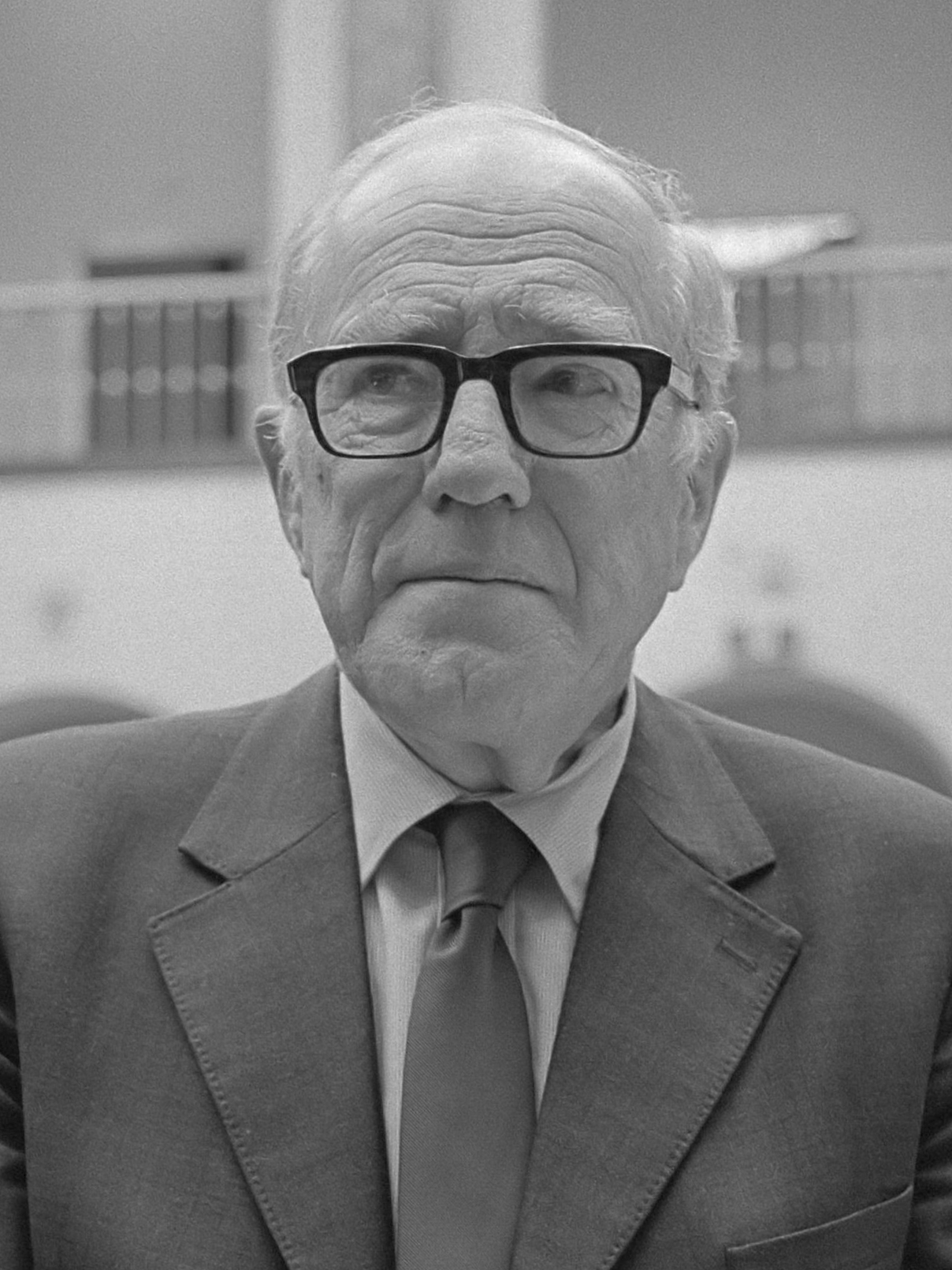
Torsten Husén (1982)

Torsten Husén (* 1. März 1916 in Lund; † 2. Juli 2009 in Stockholm) war ein schwedischer Erziehungswissenschaftler und gilt als Vater der internationalen Schulleistungsvergleiche.

## Leben und Werk
Husén erwarb den Master of Arts 1938, wurde Assistent an der Abteilung für Psychologie an der Universität Lund von 1938 bis 1943. Das Doktorat absolvierte er in Lund 1944, worauf er 1947 Associate Professor für Pädagogik an der Universität Stockholm wurde, dort Professor für Pädagogik und Pädagogische Psychologie 1953–1955 und 1956–1971 für praktische Pädagogik an der Lehrerhochschule Stockholm (Hochschule für Erziehung) und wieder für Pädagogik an der Universität Stockholm 1971–1981.
1938 und 1939 besuchte Husén Sommerkurse in Marburg bei Ernst Kretschmer. Dort traf er seine Frau Ingrid, die dort Deutsch lernte, und sie heirateten 1940. Erst 1952 kehrte er nach Deutschland zurück, um im Auftrag des US-Hochkommissars am neuen DIPF in Frankfurt/Main einen Kurs zur Psychologieforschung mit 20 deutschen Pädagogikprofessoren zu halten. 1938/39 nahm er auch Anteil an Malmö-Langzeitstudie, die begann alle Zehnjährigen aus Malmö (* 1928) auf den Zusammenhang von Umwelteinflüssen und Intelligenz zu untersuchen, und sich über Jahrzehnte weiter erstreckte, so 2009 zur Mortalität. So publizierte Husén Opportunity and Career (1969), worin er die Gruppe der Jugendlichen erfasste, die in die Kriminalität rutschten.
Husén war mit Gösta Ekman ein Pionier in der schwedischen Militärpsychologie in den 1940er Jahren, schrieb 1941 das Buch Militär psykologi und 1942 Psykologisk krigföring. Als einer der beiden ersten Militärpsychologen war er Experte im schwedischen Armeehauptquartier 1942–1944, wurde 1948 bis 1953 Assistenzprofessor für Psychologie bei der Zentralmusterungsbehörde und Dozent an der Militärakademie von 1949 bis 1953. In dieser Zeit wertete er die Militärdaten für die Zwillingsforschung aus.
Husén beteiligte sich mit seiner Forschung um 1960 an der Implementierung des schwedischen Gesamtschulsystems. So betreuten seine Absolventen Eric Svennson und Sixten Marklund die berühmte Stockholm-Studie, nachdem die Schulen der Stadt zur Hälfte in Gesamtschulen und gegliederte Schulen aufgeteilt worden waren. Als sich keine bedeutenden Leistungsunterschiede fanden, war dies eine Vorentscheidung für die Gesamtschule, die nun die Politik zu treffen hatte. Mehrfach ging Husén auf ausländische Studienaufenthalte, um Material für seine Schulleistungsvergleiche zu erhalten. 1959 war er Gastprofessor an der University of Chicago, später mehrfach ein Fellow am Center for Advanced Studies in the Behavioral Sciences der Stanford University. Er wurde der US National Academy of Education 1967 als ausländisches Mitglied assoziiert und 1982 Ehrenmitglied der American Academy of Arts and Sciences. In Europa hielt er von Anfang an Kontakt zum UNESCO-Lehrstuhl an der Universität Hamburg; er gehörte zu den Begründern und war Vorstand (1962–1978) sowie Ehrenpräsident der International Association for the Evaluation of Educational Achievement in den Niederlanden und begleitete die ersten internationalen Vergleichsstudien zu Schülerleistungen, Vorarbeiten für TIMMS und später die PISA-Studien. Stets arbeitete er eng zusammen mit dem Hamburger Erziehungswissenschaftler Neville Postlethwaite, z. B. bei der Herausgabe der ersten Handbücher zu Schulleistungsvergleichen, die International Encyclopedia of Education. Er war Autor der ersten pädagogischen Publikation der Academia Europaea, Begründer und Vorstandsmitglied (1986–98) der in Brüssel ansässigen International Academy of Education.
Husén wurde 1956 Mitglied der Königlich-Schwedischen Akademie für Kriegswissenschaften (Kungliga Krigsvetenskapsakademien), 1972 auch der Königlich Schwedischen Akademie der Wissenschaften, 1973 der Finnischen Akademie der Wissenschaften, 1977 der Polnischen Akademie der Wissenschaften. Ferner erhielt er das Ehrendoktorat der University of Chicago 1967.

## Schriften
- Die Schule der 80er Jahre - Bildungsplanung, Bildungsinvestitution und Meritokratie, Intelligenz und Schulung, Entfremdung und Revolte, 1971
- Schule in der Leistungsgesellschaft : kann die Schule überleben?, Westermann 1980
- The School in Question: A Comparative Study of the School and its Future in Western Societies. London and New York: Oxford University Press, 1979.
- (Hg.): The encyclopedia of comparative education and national systems of education, Oxford 1988
- mit Albert C. Tuijnman, Wilfred D. Halls (Hg.): Schooling in Modern European Society: A Report of the Academia Europaea. Oxford: Pergamon, 1992.
- An incurable academic : memoirs of a professor, 1983
- mit N. Postlethwaite (Hg.): International Encyclopedia of Education, Bd. 1–10, Oxford: Pergamon, 1985.
- mit N. Postlethwaite (Hg.), International Encyclopedia of Education, Bd. 1–12, (2. Aufl.), Oxford: Pergamon, 1994.
- The Learning Society, 1974 (zentral für die damalige Diskussion über die Lerngesellschaft mit lebenslangem Lernen)
- The Learning Society Revisited, 2014 (zuerst 1986), ISBN 978-0080340371

## Einzelbelege
1. ↑  Torsten Hüsén: Adolescensen: undersökningar rörande manlig svensk ungdom i åldern 17-20 år. Almqvist & Wiksell, Uppsala 1944 (schwedisch).
2. ↑  A. Lager, S. Bremberg, D. Vågerö: The association of early IQ and education with mortality: 65 year longitudinal study in Malmö, Sweden. In: BMJ. 2009 Dec 10;339:b5282. doi: 10.1136/bmj.b5282. PMID  20008007. PMC 2792333 (freier Volltext).
3. ↑  Torsten Husen: An Incurable Academic: Memoirs of a Professor. Elsevier, 2014, ISBN 978-1-4832-9776-7 (google.de [abgerufen am 20. Dezember 2021]).
4. ↑  Book of Members 1780–present, Chapter H. (PDF; 1,3 MB) In: amacad.org. American Academy of Arts and Sciences, abgerufen am 19. Dezember 2021 (englisch).
5. ↑  International Academy of Education. Abgerufen am 20. Dezember 2021 (britisches Englisch).

| Personendaten    | Personendaten           |
| ---------------- | ----------------------- |
| NAME             | Husén, Torsten          |
| KURZBESCHREIBUNG | schwedischer Psychologe |
| GEBURTSDATUM     | 1. März 1916            |
| GEBURTSORT       | Lund                    |
| STERBEDATUM      | 2. Juli 2009            |
| STERBEORT        | Stockholm               |